# Seclì
Seclì – miejscowość i gmina we Włoszech, w regionie Apulia, w prowincji Lecce.
Według danych na rok 2004 gminę zamieszkiwało 1907 osób, 238,4 os./km².